# Biomassa (ekologi)
Biomassa är materia som ingår i levande organismer i ett givet sammanhang, ofta i ett område, och kan innefatta alla förhandenvarande arter eller bara utvalda arter. Organismer som inte längre lever brukar inte räknas med i det här sammanhanget.

## Ursprung
Biomassa kommer från växternas fotosyntes. Den bildas med hjälp av solenergi och växternas klorofyll av oorganiskt material, främst H2O och CO2.

## Mängd och fördelning
Ofta är det svårt att mäta eller uppskatta mängden biomassa. Denna kan anges som:
- massan av alla kolatomer (C) i de relevanta levande organismerna, detta ger det lägsta värdet
- torr massa (alla atomer som ingår i dessa organismer, men utan inneslutet vatten), detta ger ett högre värde
- massa inklusive inneslutet vatten, detta ger det högsta värdet

Den totala mängden biomassa på jorden uppges vara cirka 550 000 000 000 000 kg C (550 miljarder ton kol).
Näringspyramider illustrerar hur biomassa fördelas på olika nivåer i ett ekosystem.
På land utgör växter den största delen av biomassan. I havet är det tvärtom; där utgörs den största delen av fiskar och andra djur. Anledningen till detta är att fytoplankton växer påtagligt snabbare än växter på land, och kan således leverera mycket massa till konsumenter på ett sätt att den producerade massan löpande förbrukas snarare än ackumuleras.